# 萨尼娅·马拉古尔斯基
萨尼娅·马拉古尔斯基（羅馬化：Sanja Malagurski，1990年6月8日—），塞尔维亚女子排球运动员。她曾代表塞尔维亚国家队参加2008年夏季奥林匹克运动会排球比赛，结果获得第五名。